# سيلينيد الغاليوم الثلاثي
 سيلينيد الغاليوم الثلاثي مركب كيميائي له الصيغة Ga2Se3 ، ويكون على شكل بلورات حمراء إلى سوداء .